# Nora En Pure
Daniela Niederer (née en 1990 à Johannesbourg),, connue sous son nom d'artiste Nora En Pure, est une disc jockey et productrice sud-africaine résidant à Zurich, en Suisse. Elle est considérée par certains comme la diva actuelle de la deep house.

## Biographie

Nora En Pure à Tomorrowland le 27 juillet 2024.

Daniela nait à Johannesbourg d'une mère sud-africaine et d'un père suisse,, qui émigrent en Suisse pendant son enfance. Elle grandit dans une famille où la musique a toujours été présente et apprend à jouer dès son plus jeune âge.
Avant d'entrer sur la scène de la musique électronique, elle écoutait occasionnellement d'autres genres musicaux comme la musique classique ou le rock,.
Elle commence à gagner en notoriété avec la sortie de Come with Me, qui est resté dans le top 100 des téléchargements de Beatport pendant plus de 7 mois.
Le single Saltwater, qui contient des samples de True de Spandau Ballet, est inclus dans une compilation réalisée en 2012 par Buddha Bar. Elle se distingue avec le remix de Khaweri de Daniel Portman, mais elle a aussi retravaillé le projet Dirty Vegas de Paul Harris, ou encore des singles d'artistes comme Wretch 32, Klingande et Oliver Heldens. Elle fait aussi partie du groupe Helvetic Nerds avec EDX et Chris Reece.

## Influences
Ses inspirations pour ses compositions viennent de ses racines sud-africaines, qu'elle incorpore dans un cadre tropical accompagné de sons de percussions tribales et d'une mélodie d'instruments classiques, comme les instruments à vent et à cordes. Nora souhaite connecter ce monde classique et le genre house, qui sont selon elle « deux mondes différents et magnifiques ».

## Discographie

### Singles et EP
- 2009 : Stockholm Tears
- 2009 : The Last Native
- 2009 : This Nation
- 2010 : Swing Island
- 2010 : Velvet In Your Arms
- 2010 : The Last Native (Redondo Remix)
- 2010 : World Cup / Rainmaker
- 2010 : You Boom My Mind
- 2010 : This Blouse
- 2010 : DiscoTek (avec Daniel Portman)
- 2010 : Feel the Force / Sprinkle
- 2011 : Spicy
- 2011 : The Show
- 2011 : You Make Me Float / Saltwater
- 2011 : Economy / Lapdance
- 2012 : Pasadena / Blue Mondays
- 2012 : Calling Ibiza / Repique
- 2012 : Aurelia
- 2012 : Traverso
- 2012 : Mykonos Summer Anthem
- 2013 : Shine More (avec Passenger 10)
- 2013 : Come With Me
- 2013 : Loneliness
- 2013 : Norma Jean
- 2013 : Sweet Melody / Lost in Time
- 2013 : Remind Me
- 2014 : You Are My Pride
- 2014 : Higher In The Sun
- 2014 : True
- 2014 :  Let The Light In
- 2014 : Uruguay (avec Sons of Maria)
- 2014 : Satisfy / The Sound
- 2015 : Into the Wild / U Got My Body
- 2015 : Cotton Fields (avec Sons of Maria)
- 2015 : Saltwater (2015 Rework)
- 2015 : Morning Dew / Better off That Way
- 2015 : I Got To Do (avec Redondo)
- 2016 : Lake Arrowhead
- 2016 :  Zambia
- 2016 :  Sleeping in My Bed (avec Sons of Maria)
- 2016 : On the Beach
- 2016 : Convincing
- 2016 : Tell My Heart (featuring Dani Senior)
- 2017 : Waves
- 2017 : Conquer Yosemite
- 2017 : Diving with Whales
- 2017 : Caught in the Act
- 2017 : Make Me Love You
- 2017 :  Freedom Lives Within
- 2017 : Tears In Your Eyes
- 2017 : Fever
- 2017 : Trailblazer
- 2018 : Sphinx
- 2018 : Don't Look Back
- 2018 : Polynesia
- 2019 : Homebound
- 2020 : Delta / Bartok
- 2021 : Monsoon
- 2021 : Thermal / Oblivion
- 2021 : Aquatic
- 2021 : Won't Leave Your Side (avec Liz Cass)
- 2021 : Life on Hold
- 2021 : Tantrum
- 2021 : Luscious Rain
- 2021 : Sign of the Times
- 2022 : Reminiscing
- 2022 : Tribe of Kindness
- 2022 : Us
- 2022 : Gratitude
- 2022 : Stop Wasting Time
- 2022 : Altered Destiny
- 2023 : Indulgence
- 2023 : Spring Embers
- 2023 : Wholehearted - EP
- 2023 : Sherwood Forest
- 2023 : Do No More
- 2023 : Who You Are
- 2023 : Arbora
- 2023 : Illusions
- 2023 : Emerald Skies
- 2024 : Freyja
- 2024 : Invasion of the Believers
- 2024 : The Other Side
- 2024 : Infinite Memories
- 2024 : Pretoria
- 2024 : Hyperreal (Middle of the Night) (feat. Robinson)
- 2024 : Train of Thoughts
- 2024 : Vigilant
- 2024 : Polar Lights
- 2025 : Protected (feat. Richard Walters)
- 2025 : Tranquility

### Remixes
- 2010 : Redondo – Go
- 2010 : Daniel Portman & Stanley Ross – Khaweri
- 2011 : F-Junior – The Blarney Pilgrim
- 2011 : Dario D'Attis – Meleti's Journey
- 2012 : Sons of Maria – I'm Gonna Show You
- 2012 : Calippo – Spend Time Well
- 2013 : Me & My Toothbrush – July
- 2013 : Favored Nations – The Strain
- 2014 :  Passenger 10 – Street Names
- 2014 : Milk & Sugar feat. María Marquez – Canto del Pilón
- 2014 : Adrian Lux feat. Kaelyn Behr – Sooner Or Later
- 2014 : Klingande – Jubel
- 2014 : Dirty Vegas – Setting Sun
- 2014 : Croatia Squad and Calippo – The Conductor
- 2014 : Sir Felix – Hope
- 2014 : The Aston Shuffle feat. Elizabeth Rose – Back and Forth
- 2014 : Passenger 10 & Lika Morgane – Golden Sky
- 2014 : Wretch 32 – 6 Words
- 2015 : Me and My Toothbrush – One Thing
- 2015 : Rüfüs – You Were Right
- 2015 : Paul Harris feat. Dragonette – One Night Lover
- 2015 : Oliver Heldens and Shaun Frank feat. Delaney Jane – Shades of Grey